# AFC Kairat
El AFC Kairat (en kazajo: Қайрат Алматы футзал клубы) es un club de fútbol sala kazajo de la ciudad de Almaty. Fundado en 1995, el club es el más importante de Kazajistán y uno de los más fuertes de Europa, ya que ha logrado alcanzar cuatro semifinales de la Copa de la UEFA de fútbol sala en las últimas seis temporadas y se proclamó campeón de las ediciones 2012–13 y 2014-15 al vencer al Dinamo Moscú y al FC Barcelona respectivamente, lo que ha permitido a la Liga de Kazajistán estar entre las ligas top del futsal europeo. Forma parte del FC Kairat Almaty, histórico club kazajo que jugó en la Soviet Top Liga.

## Palmarés

### Torneos Nacionales (38)
- Liga Kazaja de fútbol sala (20): 2003-04, 2004-05, 2005-06, 2006-07, 2007-08, 2008-09, 2009-10, 2010-11, 2011-12, 2012-13, 2013-14, 2014-15, 2015-16, 2016-17, 2017-18, 2018-19, 2019-20, 2020-21, 2021-22 y 2022-23.
- Copa de Kazajistán (18): 1999-2000, 2000-01, 2004-05, 2005-06, 2006-07, 2007-08, 2008-09, 2009-10, 2012-13, 2013-14, 2014-15, 2015-16, 2016-17, 2017-18, 2018-19, 2019-20, 2020-21, 2021-22.

### Torneos internacionales (3)
- Copa Intercontinental (1): 2014.
- Liga de Campeones de la UEFA (2): 2012-13, 2014-15.
  - Plata (1): 2018-19.
  - Bronce (2): 2005-06, 2008-09, 2010-11, 2016-17, 2020-21.